# Giuliana Sgrena
Giuliana Sgrena (née le 20 décembre 1948 à Masera, dans la province du Verbano-Cusio-Ossola, au Piémont) est une journaliste italienne. Elle est devenue célèbre depuis sa prise en otage en Irak le 4 février 2005 qui s'est terminée le 4 mars dans la confusion. Elle travaille pour le quotidien communiste il Manifesto, fort opposé à la participation de l'Italie à cette campagne.

## Biographie
Née le 20 décembre 1948, vit avec un compagnon.

### Vie professionnelle
Journaliste de guerre engagée , elle s'oppose aux conflits armés et milite pour les droits des femmes.
Dans les années 1980, elle travaillait pour l'hebdomadaire Guerra e Pace et militait au Parti d'unité prolétarienne. Travaille au Manifesto depuis 1988. Le 4 février 2005, elle est enlevée en plein centre de Bagdad.
Elle obtient, en 2005, le Prix de la Paix de Stuttgart.

### Libération
Le 4 mars 2005, Giuliana Sgrena est libérée contre rançon après un mois de détention en Irak.  
À sa libération , alors qu’elle empruntait une bretelle pour rejoindre l’autoroute menant à l’aéroport de Bagdad, la voiture dans laquelle se trouvaient les trois ressortissants italiens fut la cible de tirs en provenance de l’un des barrages provisoires déployés par les soldats américains. le transport avait été coordonné avec l’armée américaine, mais les deux hommes chargés du transport de Giuliana Sgrena ignoraient qu’au même moment, les GI’s déployaient un système temporaire de barrages afin de sécuriser le passage de l’ambassadeur américain John Negroponte et de son escorte.
Ces tirs ont blessé le conducteur (M. Andrea Carpani) Giuliana Sgrena est blessée à l'épaule, Nicola Calipari (en), chef des services secrets italiens en Irak a été tué en tentant de protéger Giluliana Sgrena.
Flash - 245.1 ko
Rapport de l’US Army partiellement classifié
De vifs échanges diplomatiques entre Washington et Rome ont depuis entouré les différents communiqués et rapports relatifs à l’évènement. Des accusations de journaux italiens ainsi que plusieurs témoignages, dont celui de Giuliana Sgrena elle-même, laissaient entendre que les soldats U.S. avaient délibérément ouvert le feu sur le véhicule. 
Le gouvernement italien demande immédiatement des explications. Le président américain, George W. Bush présente ses regrets et promet qu'une enquête approfondie sera menée.